# Le Pondy
Le Pondy és un municipi francès, situat al departament de Cher i a la regió de Centre – Vall del Loira. L'any 2017 tenia 144 habitants.

## Demografia i economia
El 2007 la població de fet de Le Pondy era de 113 persones. Hi havia aleshores 48 famílies, de les quals 13 eren unipersonals, 21 parelles sense fills i 14 parelles amb fills.
El 2007 hi havia 101 habitatges, principalment cases. 51 eren l'habitatge principal, 41 eren segones residències i 10 estaven desocupats. La població en edat de treballar era de 69 persones, 44 eren actives i 25 eren inactives.
El 2009 a Le Pondy hi havia 59 unitats fiscals que integraven 127 persones, la mediana anual d'ingressos fiscals per persona era de 17.522 €.
El 2007 hi havia un paleta i un restaurant, i quatre explotacions agrícoles.